# Logan Miller (réalisateur)
Pour les articles homonymes, voir Logan Miller et Miller.
Logan Miller est un scénariste et réalisateur américain.

## Biographie
Il est le frère jumeau de Noah Miller.

## Filmographie
- 2018 : White Boy Rick
- 2013 : Shérif Jackson
- 2008 : Touching Home